# Canthylidia invaria
Canthylidia invaria är en fjärilsart som beskrevs av Walker 1856. Canthylidia invaria ingår i släktet Canthylidia och familjen nattflyn. Inga underarter finns listade i Catalogue of Life.